# Konstantinos Nikolopoulos (Wasserballspieler)
Konstantinos Nikolopoulos (griechisch Κωνσταντίνος Νικολόπουλος; * im 19. oder 20. Jahrhundert; † im 20. oder 21. Jahrhundert) war ein griechischer Wasserballspieler.

## Karriere
Nikolopoulos nahm an den Olympischen Spielen 1920 in Antwerpen teil. Hier erreichte er mit der griechischen Nationalmannschaft den sechsten Rang.